# Síndrome de Revesz
El síndrome de Revesz es una enfermedad genética hereditaria grave que causa retinopatía exudativa e insuficiencia de la médula ósea., Otros síntomas incluyen anemia aplásica grave, crecimiento intrauterino retardado, cabello fino y escaso, pigmentación cutánea reticulada fina, ataxia debida a hipoplasia cerebelosa y calcificaciones cerebrales. Al igual que el  síndrome de Hoyeraal-Hreidarsson, se trata de una variante grave y rara de la disqueratosis congénita grupo de trastornos causados por alteraciones en el mantenimiento de los telómeros.
La enfermedad fue descrita por primera vez en 1992, llevando el nombre del autor del caso original.  El paciente era un varón de 6 meses oriundo de Sudán. A los 7 meses el paciente desarrolló anemia aplásica, falleciendo posteriormente a los 19 meses. Posteriormente, se notificaron casos en Hungría e India.

## Etiología
El síndrome de Revesz está causada por mutaciones germinales heterocigotas en el gen TINF2, que se encuentra en el cromosoma 14q12. Dicho gen forma parte de la regulación de los telómeros.

## Epidemiología
Es una enfermedad muy rara, se han descrito únicamente dieciocho casos en la literatura.

## Diagnóstico
El diagnóstico se realiza a partir de la sospecha clínica y las imágenes de resonancia magnética cerebral. Incluye también la realización de biopsia de médula ósea en el caso de alteraciones en el hemograma.

## Tratamiento
El tratamiento incluye el trasplante de progenitores hematopoyéticos en los casos que presentan aplasia medular.